# Heimlichmanövern

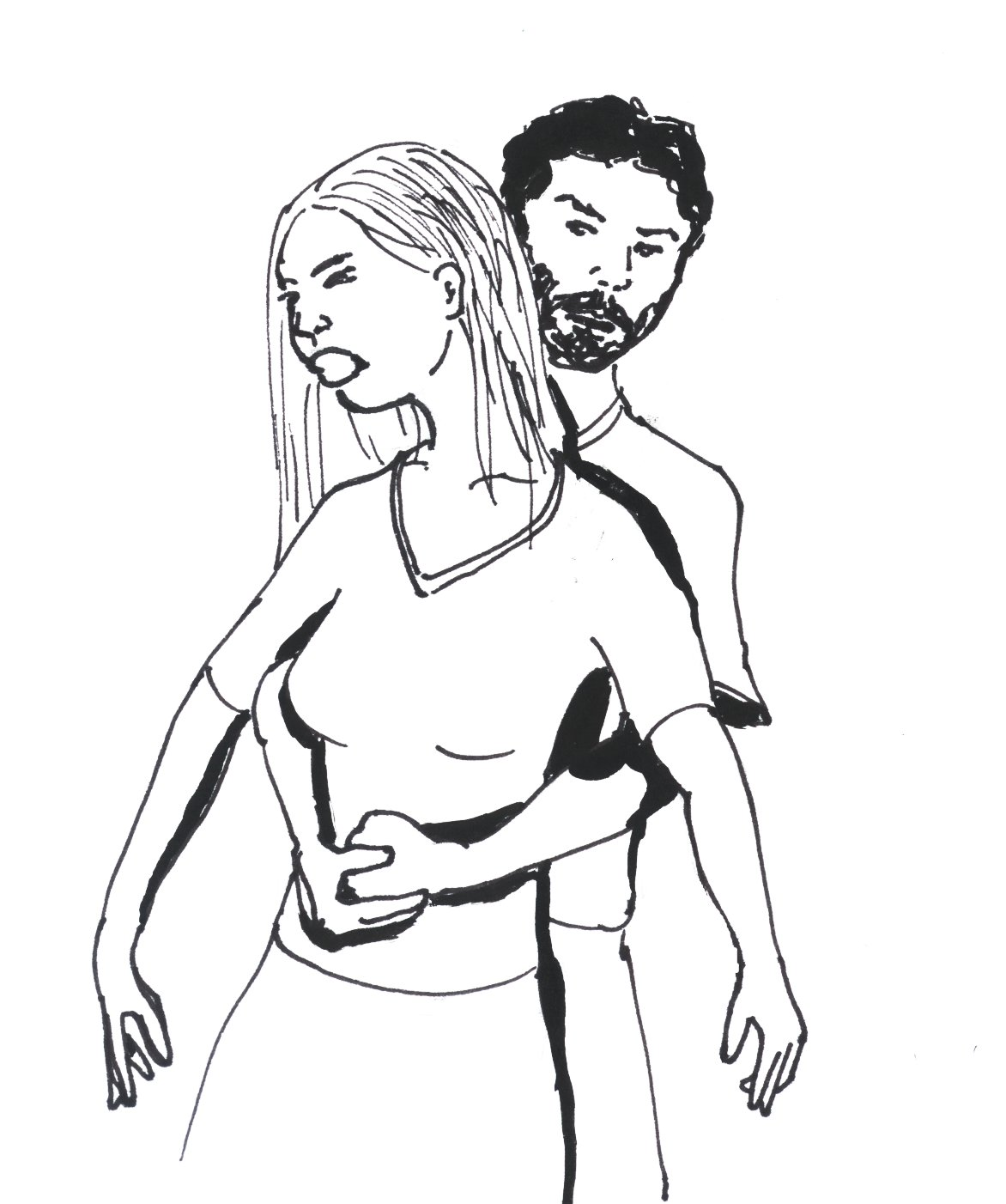
Skiss över Heimlichmanövern.

Heimlichmanövern kallas den rörelse med vars hjälp det är möjligt att få loss objekt som täppt till luftstrupen och därmed hindrar andning vid ett luftvägsstopp. Manövern är uppkallad efter Henry Heimlich (1920-2016) som utvecklade metoden 1974.
Hemlichmanövern utförs i dessa sex punkter:
1. Den hjälpande ställer sig bakom personen. Kroppen lutas framåt på den som behöver hjälpas. Huvudet ska vara längre ned än bröstet. Håll en hand mot den övre delen av bröstet som stöd.
2. Ge med öppen hand fem snärtiga slag mellan personens skuldror.
3. Knyt handen och placera den med tumsidan mot personens mage – ovanför naveln och nedanför bröstbenet.
4. Fatta tag med den andra handen runt knytnäven.
5. Tryck inåt kraftigt fem gånger. Då skapas en luftstöt som kan få hindret att lossna. Anpassa kraften efter hur stor den som behöver hjälpas är.
6. Processen upprepas om objektet inte kommit upp ur halsen. [1]